# Ximena Cristi
Lucía Ximena Cristi Moreno (Rancagua, 13 de diciembre de 1920-21 de julio de 2022) fue una pintora chilena que incursionó en el arte postimpresionista y el expresionismo figurativo, donde junto a las artistas Olga Morel y Aída Poblete, compartió «la configuración de mundos y perspectivas de expresión femenina».

## Biografía
Nació en Rancagua y estudió en la Escuela de Bellas Artes de la Universidad de Chile desde 1938. Tras seis años de estudio obtuvo el grado de licenciada en artes plásticas con mención en pintura. Fue alumna de Jorge Caballero, quien influyó en su formación.
Cristi formó parte de la generación de 1940, junto con artistas como Francisco Otta, Israel Roa, Aída Poblete, Ernesto Barreda y Carlos Pedraza. El grupo, que tuvo como influencias a Pablo Burchard, Camilo Mori y Luis Oyarzún, practicó un estilo cercano al fauvismo. Posteriormente, y gracias a una beca del gobierno italiano, viajó a Italia para estudiar en la Academia de Bellas Artes de Roma entre 1948 y 1952.
En 1953 dio origen al denominado Grupo de los cinco, junto con Matilde Pérez, Aída Poblete, Sergio Montecinos y Ramón Vergara. La agrupación, que nació en una exposición que realizaron los artistas en el Instituto chileno-francés de Cultura, reflejó una inconformidad con los medios tradicionales de representación pictórica, por lo que se dedicó a experimentar con nuevos caminos para la creación artística. Si bien no crearon un estilo conjunto, los cinco artistas compartían ideas similares acerca de la realidad del cuadro, que según ellos correspondía al equilibrio de formas antes que a la realidad visual.
Integró, además, el grupo Rectángulo junto a Gustavo Poblete, Ramón Vergara Grez, Matilde Pérez, Elsa Bolívar, Maruja Pinedo y Uwe Grumann. Los miembros del grupo desarrollaban sus obras con un fundamento geométrico y abstracto, y sostenían que "el arte es un arte de ideas".
También ejerció la docencia. Entre 1960 y 1982 impartió clases como profesora de pintura en la Escuela de Bellas Artes de la Universidad de Chile.
En 2020, con ocasión de su centenario, la Subsecretaría de las Culturas y las Artes inició un proyecto de investigación y estudio de la obra de Cristi, que culminó con la publicación de un libro titulado Catálogo de obra razonada en 2022.

## Obra
Según Cristi, la inspiración para realizar sus obras siempre ha venido de la naturaleza: «si tengo una naturaleza muerta, una silla, un objeto o un árbol, es bien objetivo, bien real, parto de ahí». Si bien aplica una visión personal para realizar sus pinturas, la artista ha reconocido que nunca ha pintado desde la imaginación, sino que siempre tomando algo objetivo como guía. Sus obras se basan principalmente en interiores, jardines, naturaleza muerta y figuras humanas. Algunas de sus obras más representativas se encuentran en el Museo Nacional de Bellas Artes, entre ellas, Jugadores de rugby, El árbol del jardín y Sillón de espaldas, que remiten al espacio privado de una habitación, un pequeño florero blanco sobre la mesa y las ventanas abiertas permiten a las espectadoras y espectadores conocer un espacio de serenidad, un espacio cotidianamente habitado ahora captado por sus pinceladas.

## Exposiciones
Ximena Cristi ha realizado varias exposiciones a lo largo de su trayectoria artística de manera colectiva como individual, en Chile y otros países de América Latina, Europa y Asia.:
Colectivas
- 2014 - Puro Chile, paisaje y territorio, Centro Cultural Palacio La Moneda, Santiago, Chile.
- 2008 - Lecciones de Ego, Corporación Cultural Las Condes. Santiago, Chile.
- 2007 - Falsifiquémonos, Galería Trece, Santiago, Chile.
- 2003 - Pintura chilena de Grandes Bancos, Campus Casona de Las Condes de la Universidad Andrés Bello, Santiago, Chile.
- 1997 - Persistencia del paisaje en la pintura chilena, Museo de Arte Contemporáneo de Santiago, Universidad de Chile.
- 1986 - Artistas contemporáneos pintan Valparaíso, Galería Municipal de Arte Valparaíso, Chile.
- 1985 - Exposición de arte contemporáneo chileno, Olympia Hall de Londres, Inglaterra.
- 1972 - 150 años de pintura chilena, Museo Nacional de Bellas Artes (Argentina), Buenos Aires.
- 1968 - I Bienal de Quito, Casa de la Cultura Ecuatoriana, Ecuador.
- 1960 - II Bienal Hispano Americana de México, México.
- 1957 - IV Bienal de Sao Paulo, Museo de Arte Moderno de Sao Paulo, Brasil.
- 1955 - Cien años de la pintura chilena, Círculo de Periodistas, Santiago, Chile.
- 1954 - Exposición de plástica femenina Gabriela Mistral, Ministerio de Educación, Santiago, Chile.
- 1953 - Exposición del Grupo de los Cinco, Instituto Chileno Francés de Cultura, Santiago, Chile.
- 1941 - Salón Oficial Interamericano, Museo Nacional de Bellas Artes (Chile), Santiago.

Individuales
- 2010 - Ximena Cristi por Ximena Cristi: 70 años de pintura, Museo de Arte Contemporáneo de Santiago,  - Itaú Fundación, Chile.
- 2008 - Pinturas, Centro de Extensión Campus Santiago de la Universidad de Talca, Santiago, Chile.
- 2005 - Ximena Cristi 25 años de pintura, de la serie "Los Maestros IV", Sala Juan Egenau - Departamento de-Artes Visuales, Universidad de Chile, Santiago.
- 1997 - Retrospectiva, Casa del Arte de la Universidad de Concepción, Chile.
- 1993 - Visión de Ximena Cristi, Municipalidad de Providencia - Instituto Cultural, Santiago, Chile.
- 1990 - Cincuenta años de pintura. Exposición retrospectiva, Instituto Cultural de Las Condes, Santiago, Chile.
- 1981 - Dos épocas: Ximena Cristi, Museo de Arte Contemporáneo, Universidad de Chile, Santiago, Chile.
- 1972 - Las flores y las frutas en la pintura chilena, Instituto Cultural de Las Condes, Santiago, Chile.
- 1967 - Ximena Cristi, Sala de Exposiciones de la Universidad de Chile, Santiago, Chile.
- 1948 - Sala de Exposiciones de la Universidad de Chile, Santiago, Chile.

## Obras en colecciones y museos
Algunas de sus obras que se encuentran en museos y colecciones de Chile:
- El árbol en el jardín, 1977, óleo sobre tela, 98 x 98 cm. Museo Nacional de Bellas Artes, Santiago.
- Interior, óleo sobre tela, 73 x 60 cm. Muchacha con trenza, óleo sobre tela, 92 x 64 cm. Pino en Horcón, óleo sobre tela, 73 x 90 cm. Figura de mujer, óleo sobre tela, 64 x 80 cm. Pinacoteca de la Universidad de Concepción.
- Sin título, 1988, óleo sobre tela, 60 x 73 cm. Museo de Artes Visuales, Santiago.
- Cuadro para un comedor, óleo sobre lino, 68 x 102 cm. Colección CCU, Santiago.
- El balcón, óleo sobre tela, 72 x 59 cm. Silla en el jardín, óleo sobre tela, 86 x 102 cm. Interior con silla, óleo sobre tela, 64 x 81 cm. Museo de Arte Contemporáneo de la Universidad de Chile, Santiago.

Otras colecciones públicas y privadas en las que se resguarda su obra: Museo de Arte y Artesanía de Linares; Museo Municipal de Bellas Artes de Valparaíso; Pinacoteca de la Universidad de Talca; Colección Cosas Revista Internacional, Chile, entre otras.

## Premios
A lo largo de su vida ha obtenido diversos premios:
- 2022 - Orden al Mérito Artístico y Cultural Pablo Neruda.[15]
- 2011 - Premio Altazor, Artes visuales, Pintura. Por la muestra "Ximena Cristi por Ximena Cristi, 70 años de pintura".[16]
- 2000 - Premio Municipal de Arte, Municipalidad de Santiago.
- 1997 - Premio Círculo de Críticos, Artes Visuales, Santiago.
- 1982 - Premio de Honor en el Certamen Nacional, Museo de Arte Contemporáneo, Santiago.
- 1980 - Premio de Asociación de Críticos de Arte, Santiago, Chile.
- 1979 - Premio de Honor en Certamen Lircay, Talca.
- 1976 - Premio Academia de Bellas Artes.
- 1975 - Premio Instituto de Chile, Mejor exposición Individual, Santiago.
- 1962 - Premio de Honor, Pintura Salón Oficial, Santiago.
- 1961 - Premio Asociación Nacional de Pintores y Escultores de Chile, Santiago.
- 1954 - Primer Premio en Pintura Salón Oficial, Santiago.
- 1950 - Premio Pintura, 1.er. Salón Hispanoamericano, Madrid, España.